# Searsia rigida
Searsia rigida är en sumakväxtart som först beskrevs av Philip Miller, och fick sitt nu gällande namn av Fred Alexander Barkley. Searsia rigida ingår i släktet Searsia och familjen sumakväxter.

## Underarter
Arten delas in i följande underarter:
- S. r. dentata
- S. r. margaretae